# Independent Spirit Award/Bester Debütfilm
Preisgekrönte und nominierte Filmproduktionen für den Independent Spirit Award in der Kategorie Bester Debütfilm (Best First Feature). Ausgezeichnet werden die Regisseure und die Produzenten der Filme.

## 1980er-Jahre

### 1987
Nola Darling (She's Gotta Have It) – Regie: Spike Lee; Produktion: Spike Lee, Monty Ross
- Belizaire – Der Cajun (Belizaire the Cajun) – Regie: Glen Pitre; Produktion: Allan L. Durand
- Freiwurf (Hoosiers) – Regie: David Anspaugh; Produktion: Carter DeHaven, Angelo Pizzo
- Die große Mauer (A Great Wall) – Regie: Peter Wang; Produktion: Shirley Sun
- True Stories – Regie: David Byrne; Produktion: Gary Kurfirst

### 1988
Dirty Dancing – Regie: Emile Ardolino; Produktion: Linda Gottlieb
- Anna... Exil New York (Anna) – Regie: Yurek Bogayevicz; Produktion: Yurek Bogayevicz, Gábor Dettre, Zanne Devine
- Hollywood Shuffle – Regie: Robert Townsend; Produktion: Robert Townsend
- Siesta – Regie: Mary Lambert; Produktion: Gary Kurfirst
- Warten auf den Mond (Waiting for the Moon) – Regie: Jill Godmilow; Produktion: Sandra Schulberg

### 1989
Pizza Pizza – Ein Stück vom Himmel (Mystic Pizza) – Regie: Donald Petrie; Produktion: Mark Levinson, Scott M. Rosenfelt
- Border Radio – Grenzstation (Border Radio) – Regie: Allison Anders, Dean Lent, Kurt Voss; Produktion: Marcus DeLeon
- The Chocolate War – Regie: Keith Gordon; Produktion: Jonathan D. Krane
- Der Prinz von Pennsylvania (The Prince of Pennsylvania) – Regie: Ron Nyswaner; Produktion: Joan Fishman, Kenny Orent
- The Wash – Regie: Michael Toshiyuki Uno; Produktion: Calvin Skaggs

## 1990er-Jahre

### 1990
Heathers – Regie: Michael Lehmann

### 1991
Metropolitan – Verdammt, bourgeois, verliebt (Metropolitan) – Regie: Whit Stillman

### 1992
Straight Out of Brooklyn – Regie: Matty Rich

### 1993
Waterdance (The Waterdance) – Regie: Neal Jimenez und Michael Steinberg

### 1994
El Mariachi – Regie: Robert Rodriguez

### 1995
Spanking the Monkey – Regie: David O. Russell

### 1996
Kleine Sünden unter Brüdern (The Brothers McMullen) – Regie: Edward Burns

### 1997
Sling Blade – Auf Messers Schneide – Regie: Billy Bob Thornton

### 1998
Eve’s Bayou (Eve's Bayou) – Regie: Kasi Lemmons

### 1999
The Opposite of Sex – Das Gegenteil von Sex (The Opposite of Sex) – Regie: Don Roos

## 2000er-Jahre

### 2000
Being John Malkovich – Regie: Spike Jonze; Blair Witch Project – Regie: Daniel Myrick und Eduardo Sánchez

### 2001
You Can Count on Me – Regie: Kenneth Lonergan

### 2002
In the Bedroom – Regie: Todd Field

### 2003
Lost Heaven (The Dangerous Lives of Altar Boys) – Regie: Peter Care

### 2004
Monster – Regie: Patty Jenkins

### 2005
Garden State – Regie: Zach Braff

### 2006
L.A. Crash (Crash) – Regie: Paul Haggis

### 2007
Sweet Land – Regie: Ali Selim

### 2008
Die Regeln der Gewalt – Regie: Scott Frank

### 2009
Synecdoche, New York – Regie: Charlie Kaufman

## 2010er-Jahre

### 2010
Crazy Heart – Regie: Scott Cooper

### 2011
Am Ende des Weges – Eine wahre Lügengeschichte (Get Low) – Regie: Aaron Schneider

### 2012
Der große Crash – Margin Call (Margin Call) – Regie: J. C. Chandor

### 2013
Vielleicht lieber morgen (The Perks of Being a Wallflower) – Regie: Stephen Chbosky

### 2014
Nächster Halt: Fruitvale Station (Fruitvale Station) – Regie: Ryan Coogler

### 2015
Nightcrawler – Jede Nacht hat ihren Preis (Nightcrawler) – Regie: Dan Gilroy

### 2016
The Diary of a Teenage Girl – Regie: Marielle Heller

### 2017
The Witch – Regie: Robert Eggers, Produktion: Daniel Bekerman, Lars Knudsen, Jodi Redmond
- The Childhood of a Leader – Regie: Brady Corbet, Produktion: Antoine de Clermont-Tonnerre, Brady Corbet, Chris Coen, Helena Danielsson, István Major
- The Fits – Regie: Anna Rose Holmer, Produktion: Lisa Kjerulff, Anna Rose Holmer
- Other People – Regie: Chris Kelly, Produktion: Sam Bisbee, Adam Scott, Naomi Scott
- Swiss Army Man – Regie: Daniel Kwan, Daniel Scheinert, Produktion: Miranda Bailey, Lawrence Inglee, Lauren Mann, Amanda Marshall, Eyal Rimmon, Jonathan Wang

### 2018
Ingrid Goes West – Regie: Matt Spicer, Produktion: Jared Ian Goldman, Adam Mirels, Robert Mirels, Aubrey Plaza, Tim White, Trevor White
- Columbus – Regie: Kogonada, Produktion: Danielle Renfrew Behrens, Aaron Boyd, Giulia Caruso, Ki Jin Kim, Andrew Miano, Chris Weitz
- Menashe – Regie: Joshua Z. Weinstein, Produktion: Yoni Brook, Joshua Z. Weinstein, Traci Carlson, Daniel Finkelman, Alex Lipschultz
- Oh Lucy! – Regie: Atsuko Hirayanagi, Produktion: Jessica Elbaum, Atsuko Hirayanagi, Yukie Kito, Han West
- Patti Cake$ – Queen of Rap (Patti Cake$) – Regie: Geremy Jasper, Produktion: Christ Columbus, Michael Gottwald, Dan Janvey, Daniela Taplin Lundberg, Noah Stahl, Rodrigo Teixeira

### 2019
Sorry to Bother You – Regie: Boots Riley, Produktion: Nina Yang Bongiovi, Jonathan Duffy, Charles D. King, George Rush, Forest Whitaker, Kelly Williams
- Hereditary – Das Vermächtnis (Hereditary) – Regie: Ari Aster, Produktion: Kevin Frakes, Lars Knudsen, Buddy Patrick
- The Tale – Die Erinnerung (The Tale) – Regie: Jennifer Fox, Produktion: Sol Bondy, Jennifer Fox, Lawrence Inglee, Mynette Louie, Oren Moverman, Simone Pero, Reka Posta, Laura Rister, Regina K. Scully, Lynda Weinman
- We the Animals – Regie: Jeremiah Zagar, Produktion: Andrew Goldman, Christina D. King, Paul Mezey, Jeremy Yaches
- Wildlife – Regie/Produktion: Paul Dano, Produktion: Andrew Duncan, Jake Gyllenhaal, Riva Marker, Oren Moverman, Ann Ruark, Alex Saks

## 2020er-Jahre

### 2020
Booksmart – Regie: Olivia Wilde, Produktion: Chelsea Barnard, David Distenfeld, Jessica Elbaum, Megan Ellison, Katie Silberman
- The Climb – Regie: Michael Angelo Covino, Produktion: Noah Lang, Kyle Marvin
- Diane – Regie: Kent Jones, Produktion: Luca Borghese, Ben Howe, Caroline Kaplan, Oren Moverman
- The Last Black Man in San Francisco – Regie/Produktion: Joe Talbot, Produktion: Dede Gardner, Jeremy Kleiner, Khaliah Neal, Christina Oh
- The Mustang – Regie: Laure de Clermont-Tonnerre, Produktion: Ilan Goldman
- See You Yesterday – Regie: Stefon Bristol, Produktion: Spike Lee

### 2021
Sound of Metal – Regie: Darius Marder, Produktion: Bill Benz, Kathy Benz, Bert Hamelinck, Sacha Ben Harroche
- I Carry You With Me – Regie: Heidi Ewing, Produktion: Edher Campos, Mynette Louie, Gabriela Maire
- Mein 40-jähriges Ich (The 40 Year Old Version) – Regie: Radha Blank, Produktion: Radha Blank, Inuka Bacote-Capiga, Jordan Fudge, Rishi Rajani, Jennifer Semler, Lena Waithe
- Miss Juneteenth – Regie: Channing Godfrey Peoples, Produktion: Toby Halbrooks, Tim Headington, Jeanie Igoe, James M. Johnston, Theresa Steele Page, Neil Creque Williams
- Nine Days – Regie: Edson Oda, Produktion: Jason Michael Berman, Mette-Marie Kongsved, Matthew Linder, Laura Tunstall, Datari Turner

### 2022
7 Days – Regie: Roshan Sethi, Produktion: Liz Cardenas, Mel Eslyn
- Holler – Regie: Nicole Riegel, Produktion: Adam Cobb, Rachel Gould, Katie McNeill, Jamie Patricof, Christy Spitzer Thornton
- Queen of Glory – Regie: Nana Mensah, Produktion: Baff Akoto, Anya Migdal, Kelley Robins Hicks, Jamund Washington
- Test Pattern – Regie: Shatara Michelle Ford, Produktion: Shatara Michelle Ford, Pin-Chun Liu, Yu-Hao Su
- Wild Indian – Regie: Lyle Mitchell Corbine Jr., Produktion: Lyle Mitchell Corbine Jr., Thomas Mahoney, Eric Tavitian

### 2023
Aftersun – Regie: Charlotte Wells; Produktion: Mark Ceryak, Amy Jackson, Barry Jenkins, Adele Romanski
- Emily the Criminal – Regie: John Patton Ford; Produktion: Tyler Davidson, Aubrey Plaza, Drew Sykes
- The Inspection – Regie: Elegance Bratton; Produktion: Effie Brown, Chester Algernal Gordon
- Murina – Regie: Antoneta Alamat Kusijanović; Produktion: Danijel Pek, Rodrigo Teixeira
- Palm Trees and Power Lines – Regie/Produktion: Jamie Dack; Produktion: Leah Chen Baker

### 2024
A Thousand and One – Regie: A. V. Rockwell; Produktion: Julia Lebedev, Rishi Rajani, Eddie Vaisman, Lena Waithe, Brad Weston
- All Dirt Roads Taste of Salt – Regie: Raven Jackson; Produktion: Maria Altamirano, Mark Ceryak, Barry Jenkins, Adele Romanski
- Chronicles of a Wandering Saint – Regie: Tomás Gómez Bustillo; Produktion: Gewan Brown, Amanda Freedman
- Earth Mama – Regie: Savanah Leaf; Produktion: Sam Bisbee, Shirley O’Connor, Medb Riordan, Cody Ryder
- Upon Entry – Regie: Alejandro Rojas und Juan Sebastián Vásquez; Produktion: Sergio Adrià, Carlos Juárez, Alba Sotorra, Carles Torras, Xosé Zapata

### 2025
Dìdi – Regie/Produktion: Sean Wang; Produktion: Valerie Bush, Carlos López Estrada, Josh Peters
- In The Summers – Regie: Alessandra Lacorazza; Produktion: Janek Ambros, Lynette Coll, Alexander Dinelaris, Cynthia Fernandez De La Cruz, Cristóbal Güell, Sergio Alberto Lira, Rob Quadrino, Jan Suter, Daniel Tantalean, Nando Vila, Slava Vladimirov, Stephanie Yankwitt
- Janet Planet – Regie/Produktion: Annie Baker; Produktion: Andrew Goldman, Dan Janvey, Derrick Tseng
- The Piano Lesson – Regie: Malcolm Washington; Produktion: Todd Black, Denzel Washington
- Problemista – Regie: Julio Torres; Produktion: Ali Herting, Dave McCary, Emma Stone